# Pattinaggio di velocità agli VIII Giochi asiatici invernali - 1000m femminile
La gara dei 1000m femminili si è svolta il 20 febbraio 2017 al Meiji Hokkaido-Tokachi Oval di Sapporo in Giappone.

## Risultati
| Rank | Pair | Atleta                 | Tempo   | Note |
| ---- | ---- | ---------------------- | ------- | ---- |
| 1    | 8    | Nao Kodaira            | 1:15.19 | GR   |
| 2    | 7    | Miho Takagi            | 1:15.31 |      |
| 3    | 7    | Zhang Hong             | 1:15.75 |      |
| 4    | 5    | Lee Sang-hwa           | 1:16.01 |      |
| 5    | 9    | Arisa Go               | 1:16.18 |      |
| 6    | 4    | Park Seung-hi          | 1:16.82 |      |
| 7    | 5    | Li Qishi               | 1:16.89 |      |
| 8    | 4    | Yekaterina Aydova      | 1:17.20 |      |
| 9    | 8    | Yu Jing                | 1:17.24 |      |
| 10   | 9    | Maki Tsuji             | 1:17.60 |      |
| 11   | 6    | Kim Hyun-yung          | 1:17.99 |      |
| 12   | 6    | Zhan Xue               | 1:19.05 |      |
| 13   | 1    | Kim Min-sun            | 1:19.09 |      |
| 14   | 2    | Mariya Sizova          | 1:24.06 |      |
| 15   | 1    | Altan-Ochiryn Zul      | 1:26.74 |      |
| 16   | 3    | Buyantogtokhyn Sumiyaa | 1:28.06 |      |
| 17   | 2    | Shruti Kotwal          | 1:35.99 |      |
| 18   | 3    | Natalie Hognestad      | 1:37.74 |      |